# 北一成功校友國樂團
北一成功校友國樂團（通稱「成北校友團」）是一個由北一女中與成功高中國樂社的畢業校友所組成的國樂團，1998年成立，活動型態屬於學生社團，每年暑假利用課餘時間練習並進行年度音樂會，以大團編制演出大合奏為主。

## 簡史
- 1997年 - 北一女中與成功高中國樂社的畢業校友於該年度兩校高中生暑期聯合音樂會「絲竹樂揚」中初試啼聲，客串演出兩首合奏曲。
- 1998年 - 5月13日向台北市政府教育局正式登記成立，後為台北市政府文化局登記有案之台北市演藝團體。但同年因故中斷演出。
- 1999年 - 9月8日重新於兩校暑期定期音樂會絲竹樂揚中特別演出。
- 2000年 - 絲竹樂揚音樂會擴大規模，壓縮了特別演出的空間，在陳育駿等人的努力下展開了初次獨立公演。
- 2003年 - 暑期音樂會共93人同台，為創團以來最高。
- 2004年 - 首次於國家音樂廳獨力演出。
- 2005年 - 前往金門巡迴演出
- 2006年 - 前往台中巡迴演出
- 2007年 - 前往高雄巡迴演出
- 2008年 - 前往台南巡迴演出
- 2009年 - 因經費不足而取消巡迴演出
- 2010年 - 前往宜蘭巡迴演出
- 2011年 - 前往桃園巡迴演出，同年決議放棄國家音樂廳，另覓其他場地進行來年公演。

## 入團資格
原則上凡曾參加北一女中及成功高中國樂社者，經繳交團費後，即成為本團團員。此外亦有友校成員參與演出。

## 組織架構

### 1998-2003年
- 團員大會 - 團內最高權力機關，由全體團員組成。其職權包括：
  - 對樂團事務決議
  - 選舉團長、副團長、公關組長、文書組長、總務組長、譜務組長。
- 團務委員會 - 設十人，負責團內決策及監督事項。由團員大會所選出之副團長，吹管組長，拉弦組長，彈撥組長，低音組長，打擊組長，譜務組長，公關組長，文書組長及總務組長所組成。
- 團長 - 負責行政及人事管理事務，由團員大會選舉，任期一年，連選得連任一次。
- 指揮 - 負責樂團訓練及演奏事項。由團務委員會推薦，經團員大會同意，任期一年。

### 2003-2005年[1]
- 團員大會 - 團內最高權力機關，由全體團員組成。其職權包括：
  - 對樂團事務決議
  - 選舉團長、行政副團長、演奏副團長。
- 團務委員會 - 設五人，由團員大會在團務幹部外單獨選出。負責糾正彈劾幹部有危害團益之行為，並得解任幹部。
- 團長
- 行政副團長 - 設一人，由團員大會選舉團長第二高票者遞補。負責樂團行政事務。下轄總務、企劃、公關、事務四組。
- 演奏副團長 - 設一人，由團員大會選舉團長第三高票者遞補。負責樂團演出事務。下轄吹管、拉弦、彈撥、低音、打擊五組。
- 音樂總監[2]
- 指揮 - 設兩人，一人由音樂總監指定，一人由團員大會選舉。

### 2005年以降
- 團員大會
- 團務委員會 - 設五人，前任團長與副團長為當然成員，由團員大會另行選出三人。[3]
- 團長
- 行政副團長[4]
- 演奏副團長
- 音樂總監
- 指揮 - 改設一人。

## 重要演出
| 演出日期   | 音樂會名稱                        | 演出地點                 | 備註 |
| ---------- | --------------------------------- | ------------------------ | ---- |
| 1998.03.14 | 樂舞                              | 台北市立社會教育館       |      |
| 2000.08.19 | 北一成功校友國樂團暑期音樂會      | 台北火車站六樓演藝廳     |      |
| 2001.07.28 | 遊・必有方                        | 台北市立社會教育館       |      |
| 2002.08.17 | 黃龍祈雨弄春韻                    | 新舞台                   |      |
| 2003.08.09 | 鳳詠秋歌祭豐年                    | 新舞台                   |      |
| 2004.07.20 | 國樂龍虎榜—歡樂的夜晚             | 中山堂                   |      |
| 2004.08.02 | 霞飛西北・龍躍梅林                | 國家音樂廳               |      |
| 2005.07.31 | 成北心・浯島情                    | 金門縣立文化局演藝廳     |      |
| 2005.08.15 | 雲上太行・月映故都                | 國家音樂廳               |      |
| 2006.08.04 | 成北心・台中情                    | 中興堂                   |      |
| 2006.08.20 | 春傳湘音畫雀情                    | 國家音樂廳               |      |
| 2007.08.03 | 成北心・港都情                    | 至德堂                   |      |
| 2007.08.12 | 秦江水樂・黃土情愁                | 國家音樂廳               |      |
| 2008.08.04 | 成北心・府城情                    | 國立台南生活美學館演藝廳 |      |
| 2008.08.13 | 山菊舞樂・隨風弄歌                | 國家音樂廳               |      |
| 2009.08.03 | 絲綢幻境・月夜長歌                | 國家音樂廳               |      |
| 2010.08.05 | 秋山幻雨舞秦劍                    | 國家音樂廳               |      |
| 2011.07.29 | 成北心・桃園情                    | 桃園縣立南崁高中演藝廳   |      |
| 2011.08.10 | 春暖水情・追日難忘                | 國家音樂廳               |      |
| 2012.08.03 | 成北心・臺中情                    | 台中市立大雅國小演藝廳   |      |
| 2012.08.10 | 湖邊雨四季音                      | 台北市中山堂中正廳       |      |
| 2013.08.10 | 成北心・屏東情                    | 屏東縣藝術館演藝廳       |      |
| 2013.08.25 | 青花萱雲詠金風                    | 台北市新舞台             |      |
| 2014.08.09 | 成北心・台東情                    | 台東女中大禮堂           |      |
| 2014.08.26 | 俠骨柔情                          | 台北市中山堂             |      |
| 2015.08.09 | 成北心・竹塹情                    | 新竹縣文化局演藝廳       |      |
| 2015.08.24 | 陌上花開-創團二十周年紀念音樂會   | 台北城市舞台             |      |
| 2016.08.17 | 灼灼其華                          | 新北市蘆洲功學社音樂廳   |      |
| 2016.08.20 | 成北心・高雄情                    | 高雄市中山大學演藝廳     |      |
| 2017.08.08 | 如水                              | 新北市蘆洲功學社音樂廳   |      |
| 2018.08.31 | 年穗                              | 新北市蘆洲功學社音樂廳   |      |
| 2019.08.10 | 山海經                            | 新北市蘆洲功學社音樂廳   |      |
| 2020.08.14 | 月華如練-創團二十五周年紀念音樂會 | 新北市蘆洲功學社音樂廳   |      |

## 外部連結
- 北一成功校友國樂團的Facebook專頁
- YouTube上的TFG&CKSH ACO北一成功校友國樂團頻道